# Nikolaos Salavrakos

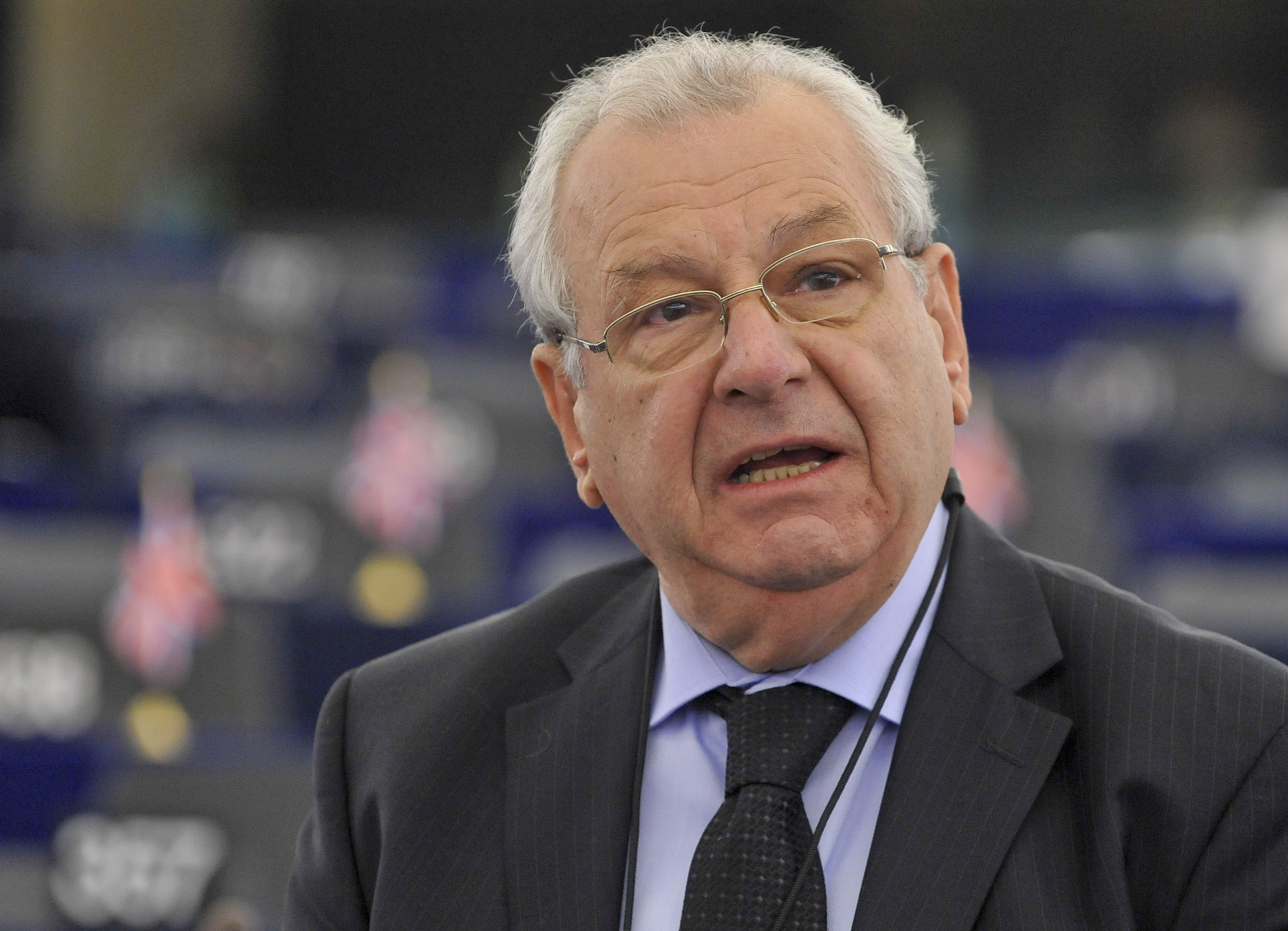
Nikolaos Salavrakos, 2012

Nikolaos Salavrakos (griechisch Νικόλαος Σαλαβράκος, * 15. Februar 1946 in Kalamata) ist ein griechischer Abgeordneter der Laikos Orthodoxos Synagermos.

## Leben
Salavrakos studierte Rechtswissenschaften an der Universität Athen. Er ist als Rechtsanwalt in Griechenland tätig.
Am 4. Mai 2009 rückte er in das Europäische Parlament als Abgeordneter nach.